# Wilfred Lucas
Wilfred Lucas est un acteur, réalisateur et scénariste américain, d'origine canadienne, né Norman Wilfred Lucas, le 30 janvier 1871 en Ontario (Canada) et mort le 5 décembre 1940 à Los Angeles (Californie).

## Biographie
D'abord comédien au théâtre, il fut engagé dans la compagnie cinématographique Biograph, à une époque où le cinéma était encore fortement dénigré dans le milieu théâtral. David W. Griffith lui proposa parfois des premiers rôles, comme, dans Enoch Arden (en) (1911).
Il prit la nationalité américaine peu après son mariage.

## Filmographie

### comme acteur

#### Années 1900
- 1908 : The Greaser's Gauntlet, de D. W. Griffith : Jose
- 1908 : La Brute (The Girl and the Outlaw), de D. W. Griffith
- 1908 : Ingomar (Ingomar, the Barbarian), de D. W. Griffith
- 1908 : Le Vœu du vaquero (The Vaquero's Vow), de D. W. Griffith
- 1908 : La Mégère apprivoisée (The Taming of the Shrew), de D. W. Griffith
- 1909 : The Honor of Thieves, de D. W. Griffith
- 1909 : The Girls and Daddy, de D. W. Griffith
- 1909 : La Pièce d'or (The Golden Louis), de D. W. Griffith
- 1909 : The Renunciation
- 1909 : A Strange Meeting
- 1909 : With Her Card
- 1909 : Les Rénégats de 1776 (The Hessian Renegades), de D. W. Griffith

#### Années 1910
- 1910 : The Rocky Road
- 1910 : The Man
- 1910 : The Marked Time-Table : Office Doorman
- 1910 : The Passing of a Grouch
- 1910 : Winning Back His Love : Frederick Wallace
- 1911 : The Two Paths : Le mari de Nellie
- 1911 : Le Roman de Manon
- 1911 : The Midnight Marauder
- 1911 : His Trust : George
- 1911 : His Trust Fulfilled : George
- 1911 : Three Sisters : Curate
- 1911 : Heart Beats of Long Ago : L'amoureux
- 1911 : What Shall We Do with Our Old? : Prisonnier en colère
- 1911 : Fisher Folks : Steve Hardester
- 1911 : The Diamond Star : John Wilson
- 1911 : His Daughter
- 1911 : The Heart of a Savage
- 1911 : A Decree of Destiny (en) de D. W. Griffith
- 1911 : Conscience
- 1911 : Was He a Coward? : Norris Hilton
- 1911 : La Télégraphiste de Lonedale (The Lonedale Operator), de D. W. Griffith : Le pompier
- 1911 : The Spanish Gypsy : Jose
- 1911 : The Broken Cross
- 1911 : Madame Rex
- 1911 : His Mother's Scarf : Will
- 1911 : In the Days of '49 : À la gare
- 1911 : The New Dress : Jose
- 1911 : The White Rose of the Wilds : First Outlaw
- 1911 : Enoch Arden: Part I : Enoch Arden
- 1911 : Enoch Arden: Part II : Enoch Arden
- 1911 : The Primal Call : Le pêcheur
- 1911 : Fighting Blood (en)
- 1911 : The Thief and the Girl : The Thief
- 1911 : The Indian Brothers : Frère du chef indien
- 1911 : The Ruling Passion : Le père de Billy
- 1911 : The Sorrowful Example : Le mari
- 1911 : The Rose of Kentucky : The planter
- 1911 : Swords and Hearts : Hugh Frazier
- 1911 : The Old Confectioner's Mistake : Old Daddy Dodson
- 1911 : The Squaw's Love
- 1911 : Dan the Dandy : The Tramp / A Clubman
- 1911 : The Making of a Man : À la seconde audience
- 1911 : Italian Blood
- 1911 : The Long Road : Un policier
- 1911 : Love in the Hills : The Manley Suitor
- 1911 : The Miser's Heart (en) : First Crook
- 1911 : A Woman Scorned : Le docteur
- 1911 : The Failure (it) de D. W. Griffith : L'homme
- 1911 : As in a Looking Glass : Le mari
- 1911 : A Terrible Discovery : The District Attorney
- 1912 : The Transformation of Mike (en) de D. W. Griffith : Mike
- 1912 : A Sister's Love
- 1912 : La ruse de Billy (Billy's Stratagem) de D. W. Griffith : Le père de Billy
- 1912 : Under Burning Skies de D. W. Griffith : Joe
- 1912 : The Girl and Her Trust (en) de D. W. Griffith : Jack, Railroad Express Agent
- 1912 : The Goddess of Sagebrush Gulch (en)
- 1912 : The Punishment (en)
- 1912 : Fate's Interception : L'américain
- 1912 : Just Like a Woman : The Wealthy Friend
- 1912 : His Lesson
- 1912 : When Kings Were the Law (pt) de D. W. Griffith : The King of Romanda
- 1912 : Home Folks (pt) de D. W. Griffith : The Blacksmith
- 1912 : A Temporary Truce (en) de D. W. Griffith : Un Indien
- 1912 : Lena and the Geese (pt)
- 1912 : An Indian Summer
- 1912 : Man's Genesis : Bruteforce
- 1912 : The Sands of Dee
- 1912 : A Pueblo Legend (pt) de D. W. Griffith : The Indian Girl's Great Brother
- 1912 : In the North Woods : Extra
- 1912 : The Chief's Blanket (en)
- 1912 : A Sailor's Heart : Le faux mari
- 1913 : Three Friends, de D. W. Griffith : Dans la seconde usine
- 1913 : Below Stairs
- 1913 : The Massacre de D. W. Griffith : Stephen
- 1913 : Bred in the Bone
- 1913 : The Smuggler's Daughter
- 1913 : Cohen's Outing
- 1913 : A Tender-Hearted Crook
- 1914 : The Desert's Sting
- 1914 : The Trap
- 1914 : Dolores D'Arada, Lady of Sorrow
- 1914 : Brute Force : Brute Force
- 1914 : The Magnets
- 1915 : A Woman's Debt
- 1915 : Smouldering Fires
- 1915 : Their Hour
- 1915 : The Spanish Jade : Osmund Manvers
- 1915 : Le Lys et la Rose (The Lily and the Rose) de Paul Powell : Jack Van Norman
- 1916 : The Wood Nymph (en) de Paul Powell : Fred Arnold
- 1916 : Acquitted, de Paul Powell : John Carter
- 1916 : Macbeth, de John Emerson : Macduff
- 1916 : A Wild Girl of the Sierras : Jim Hamilton
- 1916 : Intolérance (Intolerance: Love's Struggle Throughout the Ages), de D. W. Griffith : Extra
- 1916 : Hell-to-Pay Austin : Hell-to-Pay Austin
- 1916 : The Rummy : The Rummy
- 1916 : The Microscope Mystery : Doc Arnold
- 1917 : Jim Bludso : Jim Bludso
- 1917 : A Love Sublime : Philip
- 1917 : Hands Up! : John Houston
- 1917 : Souls Triumphant, de John O'Brien : Robert Powers
- 1917 : Her Excellency, the Governor, d'Albert Parker : James Barclay
- 1917 : The Food Gamblers, d'Albert Parker : Henry Havens
- 1917 : Sins of Ambition : Andrew Maxwell
- 1917 : The Co-respondent : Richard Manning
- 1917 : The Judgement House : Rudyard Byng
- 1919 : What Every Woman Wants : Horace Lennon
- 1919 : The Hushed Hour : Robert Appleton Jr.
- 1919 : The Westerners : Jim Buckley
- 1919 : Girl from Nowhere : Diamond Terry
- 1919 : A Woman of Pleasure : Sir John Thornbull
- 1919 : Le Dictateur (Soldiers of Fortune) d'Allan Dwan : Président Alvarez

#### Années 1920
- 1920 : The Man from Kangaroo : Red Jack Braggan
- 1920 : The Jackeroo of Coolabong : John MacDonald
- 1921 : The Shadow of Lightning Rydge : Sir Edward Marriott
- 1921 : The Breaking Point : Mortimer Davidson
- 1921 : Par l'entrée de service (Through the Back Door) d'Alfred E. Green et Jack Pickford : Elton Reeves
- 1921 : The Fighting Breed : John MacDonald
- 1921 : The Shadow of Lightning Ridge : Edward Mariott
- 1921 : The Man from Kangaroo (en) : Red Jack Braggan
- 1921 : The Beautiful Liar : Gaston Allegretti
- 1922 : The Barnstormer : Leading Man
- 1922 : Across the Deadline : Aaron Kidder
- 1922 : Flesh and Blood : Le policier
- 1922 : Paid Back : Ship Captain
- 1922 : Un derby sensationnel (The Kentucky Derby) de King Baggot : Capt. Wolff
- 1922 : Barriers of Folly : Wallace Clifton
- 1922 : Heroes of the Street
- 1923 : Jazzmania de Robert Z. Leonard : Julius Furman
- 1923 : Can a Woman Love Twice? : Franklyn Chase
- 1923 : The Girl of the Golden West : Ashby
- 1923 : The Greatest Menace : Charles W. Wright
- 1923 : Trilby : The Laird
- 1923 : Why Women Remarry, de John Gorman : M.. Compton
- 1923 : Innocence : Collingwood
- 1924 : The Mask of Lopez (en) d'Albert S. Rogell : Richard O'Neil
- 1924 : North of Nevada (en) d'Albert S. Rogell : C. Hanaford
- 1924 : Dorothy Vernon (Dorothy Vernon of Haddon Hall), de Marshall Neilan : Earl of Rutland
- 1924 : Daughters of Pleasure de William Beaudine : Mark Hadley
- 1924 : Valley of Hate : Old Jim Darley
- 1924 : The Fighting Sap (en) d'Albert S. Rogell : Charles Richmond
- 1924 : Girls Men Forget : Michael Shayne
- 1924 : Passion's Pathway : Richard Stanton
- 1924 : A Fight for Honor : Tom Grady
- 1924 : Cornered de William Beaudine : Updike
- 1924 : Racing for Life (en) de Henry MacRae : Hudford
- 1924 : The Fatal Mistake
- 1924 : The Price She Paid : James Presbury
- 1924 : Lightning Romance : Richard Wade
- 1924 : On Probation : Detective Reilly
- 1925 : Easy Money
- 1925 : Le Sans-Patrie (The Man Without a Country) de Rowland V. Lee : Maj. Bissell
- 1925 : Tom le vengeur (Riders of the Purple Sage) de Lynn Reynolds : Oldring
- 1925 : A Broadway Butterfly : Stage Manager
- 1925 : The Snob Buster : John Pendergast
- 1925 : How Baxter Butted In : R.S. Falk
- 1925 : Youth's Gamble : Harry Blaine
- 1925 : The Bad Lands : Col. Owen
- 1925 : The Wife Who Wasn't Wanted : Juge Bledsoe
- 1925 : Was It Bigamy? : Attorney
- 1925 : Cyclone Cavalier : Hugh Clayton
- 1926 : Her Sacrifice : Edwin Ramsey
- 1926 : The Sorrows of Satan : Ministre
- 1927 : The Nest : Howard Hardy
- 1927 : Burnt Fingers : Lord Cumberly

#### Années 1930
- 1930 : Hello Sister : Dr Saltus
- 1930 : Cock o' the Walk : Señor Vallejo
- 1930 : Those Who Dance : Big Ben Benson
- 1930 : Le Tigre de l'Arizona (The Arizona Kid) d'Alfred Santell
- 1930 : Madame Satan (Madam Satan) de Cecil B. DeMille : Sénateur romain
- 1930 : Looser Than Loose
- 1930 : L'Amour en l'an 2000 (Just Imagine) de David Butler : X-10
- 1931 : Élection orageuse (Politics) de Charles Reisner
- 1931 : Millie : Millie's elderly escort
- 1931 : Men Call It Love (en)
- 1931 : Agent X 27 (Dishonored) : Gen. Dymov
- 1931 : Cracked Nuts : Minister
- 1931 : Son gosse (Young Donovan's Kid) de Fred Niblo : Duryea
- 1931 : Politics : Edgar - un mari
- 1931 : Homicide Squad
- 1931 : Caught
- 1931 : Sous les verrous : Warden
- 1931 : Big Ears (en) de Robert F. McGowan : Doctor
- 1931 : The Galloping Ghost : Sportscaster [Chs. 1, 12]
- 1931 : Graft : Candidate Louis
- 1931 : Une femme moderne (The Age for Love) de Frank Lloyd : Rôle indéterminé
- 1931 : The Phantom : Dist. Atty. John Hampton
- 1931 : Convicted (en) de Christy Cabanne : Captain Hammond
- 1931 : Rich Man's Folly
- 1931 : Sa femme
- 1932 : The Tabasco Kid : Député
- 1932 : Cross-Examination, de Richard Thorpe : Juge Hollister
- 1932 : Red Noses : M.. Lucas
- 1932 : The Midnight Patrol de Christy Cabanne
- 1932 : The Silver Lining d'Alan Crosland : Yacht Captain
- 1932 : The Tenderfoot (en) : Patterson
- 1932 : Week-End Marriage de Thornton Freeland : Juan
- 1932 : The Dark Horse : Debate Chairman
- 1932 : What Price Hollywood? : Bill, Replacement Director
- 1932 : Stranger in Town
- 1932 : Devil and the Deep : Juge à la Cour Martiale
- 1932 : Two Against the World (en) : Jury foreman
- 1932 : Big City Blues : Policeman
- 1932 : Free Wheeling : The specialist
- 1932 : Apache, cheval de la mort (en) (The Devil Horse) d'Otto Brower : Whitney [Ch. 1]
- 1932 : À tour de brasses (You Said a Mouthful) de Lloyd Bacon : Official
- 1932 : Call Her Savage : Child Welfare official
- 1932 : No More Orchids : Banquier
- 1932 : The Unwritten Law : Capitaine Kane
- 1932 : Le Signe de la croix (The Sign of the Cross)
- 1932 : Silver Dollar : Political Crony
- 1932 : Lucky Larrigan : John Larrigan
- 1932 : Secrets of Wu Sin : Pharmacien
- 1932 : Sister to Judas : Mike O'Flanagan
- 1933 : Lawyer Man : Second Jury Foreman
- 1933 : Racetrack : M.. Ryan
- 1933 : Phantom Thunderbolt : Eaton (railroad president)
- 1933 : The Intruder : M.. Wayne
- 1933 : Les Trois Mousquetaires : El Shaitan (voix)
- 1933 : Lost in Limehouse : Tom Wilson
- 1933 : The Big Cage : Bob Mills
- 1933 : Le Long des quais (I cover the Waterfront) : Randall
- 1933 : The Sphinx  de Phil Rosen : Prosecuting Attorney
- 1933 : Strange People : John Davis
- 1933 : The Mayor of Hell : Bill, a Guard
- 1933 : Midnight Mary : Nightclub Bouncer
- 1933 : Her Bodyguard (en) de William Beaudine : Doorman
- 1933 : Mary Stevens, M.D. de Lloyd Bacon : Barry, avocat d'Andrews
- 1933 : Notorious but Nice : Juge
- 1933 : Turn Back the Clock : 1921 Spokesman
- 1933 : Day of Reckoning : Guard
- 1933 : From Headquarters (en) : Intake officer
- 1933 : Advice to the Lovelorn : Reporter
- 1933 : The House on 56th Street de Robert Florey : Prosecuting Attorney
- 1933 : Gallant Lady : Butler
- 1933 : Air Fright de Gus Meins : Airport Manager
- 1934 : The Moth (en) : John Gale
- 1934 : La Maison des Rothschild (The House of Rothschild) : Page
- 1934 : The Lost Jungle : Circus ring announcer
- 1934 : Upperworld : Boat Captain
- 1934 : L'Agent n° 13 (Operator 13) : Juge
- 1934 : Murder in the Private Car (en) d'Harry Beaumont : Conducteur du train
- 1934 : The Dragon Murder Case (en) d'H. Bruce Humberstone : Sergent de Police
- 1934 : Le Comte de Monte-Cristo (The Count of Monte Cristo) : Détective
- 1934 : Peck's Bad Boy
- 1934 : Une nuit d'amour (One Night of Love) : Homme
- 1934 : The Return of Chandu : Capt. Wilson [Chs. 4-12]
- 1934 : Cléopâtre : Roman greeting Antony
- 1934 : Madame DuBarry : Servant on Lawn Keeping Score
- 1934 : Transatlantic Merry-Go-Round (en) de Benjamin Stoloff : Policier au Dock
- 1934 : Love Time : Dignitary
- 1934 : The Firebird : Acteur
- 1934 : Shrimps for a Day : M.. Wade, the sponsor
- 1934 : The Secret Bride : Bailiff
- 1934 : The Chases of Pimple Street : M.. Lucas, patron de Charley
- 1935 : Angkor : Wilfred Lucas, game hunter
- 1935 : Charlie Chan in Paris : Doorman at the 'Singe Bleu
- 1935 : La Fugue de Mariette (Naughty Marietta) : Announcer
- 1935 : Les Misérables : Onlooker
- 1935 : Vagabond Lady : Dock official
- 1935 : Alibi Ike : Umpire
- 1935 : Bureau des épaves : Pat, a Welfare Worker
- 1935 : Aimez-moi toujours : Bit Role
- 1935 : The Arizonian de Charles Vidor : Townsman with Mayor
- 1935 : The Adventures of Rex and Rinty (en) de Ford Beebe et B. Reeves Eason : Frank Hammond
- 1935 : Navy Wife : Pedestrian
- 1935 : The Public Menace (en) d'Erle C. Kenton : Gazette Editor
- 1935 : Stormy (en) de Lew Landers : Mack's Horse Trainer
- 1935 : Rip Roaring Riley : Police Chief
- 1935 : La Femme traquée (I Found Stella Parish) : Custom's Official
- 1935 : Another Face de Christy Cabanne : M.. Jerome, screenwriter
- 1935 : La Vie de Louis Pasteur (The Story of Louis Pasteur) : Reporter
- 1935 : Émeutes (Frisco Kid) de Lloyd Bacon : 1er policier
- 1935 : Show Them No Mercy! : Druggist
- 1935 : Un bienfait dangereux (Kind Lady) : First Scotland Yard Man
- 1936 : Chatterbox, de George Nichols Jr. : Lui-même
- 1936 : Les Temps modernes (Modern Times) : Juvenile officer
- 1936 : The Lady Consents : Dr Rand
- 1936 : Je n'ai pas tué Lincoln (The Prisoner of Shark Island) : Colonel Testifying at Trial
- 1936 : Preview Murder Mystery : Director
- 1936 : Love on a Bet : Homme au meeting de Hutchinson
- 1936 : The Country Doctor : Proprietor
- 1936 : Midnight Blunders : Professeur Edwin Millstone
- 1936 : Sa Majesté est de sortie (The King Steps Out) de Josef von Sternberg : Driver, Von Kempen Carriage
- 1936 : Human Cargo : Police Chief
- 1936 : Hearts Divided : Footman Announcing Guests
- 1936 : The White Angel : Raglan Staff Officer
- 1936 : L'Homme nu (Love on a Bet) de Leigh Jason
- 1936 : High Tension (en) d'Allan Dwan : Businessman
- 1936 : Les Poupées du diable (The Devil-Doll) : Off-Screen Voice (voix)
- 1936 : Mary Stuart (Mary of Scotland) : Lexington
- 1936 : Dimples : Creditor
- 1936 : La Charge de la brigade légère (The Charge of the Light Brigade) : Captain
- 1936 : California Mail (en) de Noel M. Smith : Sheriff Jeff
- 1936 : Give Me Liberty : His Excellency, Permitting Henry's Arrest
- 1936 : Counterfeit Lady (en) de D. Ross Lederman : Jailer
- 1937 : We Who Are About to Die de Christy Cabanne : Prison yard captain
- 1937 : Black Legion : Bailiff
- 1937 : L'Avocat criminel (en) (Criminal Lawyer) de Christy Cabanne : Brandon's Assistant
- 1937 : Don't Tell the Wife (en) de Christy Cabanne : Albert, un gardien de prison
- 1937 : Les Démons de la mer (Sea Devils) de Benjamin Stoloff : Coast Guard officer
- 1937 : Dick Tracy (en) : M.. Vance [Ch. 10]
- 1937 : The Super Snooper
- 1937 : Circus Girl : Doctor
- 1937 : The Romance of Louisiana : Cabinet Member
- 1937 : Land Beyond the Law (en) de B. Reeves Eason : Rancher Jim Blake
- 1937 : Dizzy Doctors : Patient
- 1937 : Motor Madness : Police Captain
- 1937 : Mile a Minute Love : Drexel
- 1937 : Femmes marquées (Marked Woman) : First Trial Jury Foreman
- 1937 : I Promise to Pay : Police Sergeant
- 1937 : Voleurs d'or (en) (Blazing Sixes) de Noel M. Smith : Sheriff Tom
- 1937 : You Can't Beat Love (en) de Christy Cabanne : Announcer Introducing Jimmy
- 1937 : Crime au Far West (en) (Empty Holsters) de B. Reeves Eason : John Ware
- 1937 : Talent Scout : Director
- 1937 : Varsity Show : Police Commissioner
- 1937 : Prairie Thunder : Nate Temple
- 1937 : Une riche famille : Customer in Drugstore
- 1937 : Life Begins with Love : Director
- 1937 : Conquest : Major Domo
- 1937 : Un homme a disparu (The Perfect Specimen) : Deputy Sheriff
- 1937 : Les Cadets de la mer (Navy Blue and Gold) : Ship's captain
- 1937 : The Man Without a Country : Lincoln's secretary
- 1937 : Par trois longueurs : Race Judge
- 1937 : Missing Witnesses : Judge, Wagner case
- 1937 : She Loved a Fireman : Fire tug captain
- 1938 : Sergeant Murphy : Mule Boat Captain
- 1938 : Daredevil Drivers : Race Judge
- 1938 : The Baroness and the Butler de Walter Lang : Member of Parliament
- 1938 : Over the Wall : Cell Block Keeper
- 1938 : Accidents Will Happen : Bailiff
- 1938 : Joyeux Gitans
- 1938 : Safety in Numbers : Councilman
- 1938 : Speed to Burn (en) d'Otto Brower : Paddock Steward
- 1938 : Rêves de jeunesse (Four Daughters) : Doctor
- 1938 : Freshman Year (en) de Frank McDonald : Prof. Ullrich
- 1938 : Down on the Farm : Wheeler
- 1938 : Les Cadets de Virginie (Brother Rat) de William Keighley : Ballfield Doctor
- 1938 : Les Anges aux figures sales (Angels with Dirty Faces) : Police sergeant
- 1938 : The Declaration of Independence : John Dickinson
- 1939 : Arizona Legion (en) de David Howard : M.. Fisher, Defense Attorney
- 1939 : Almost a Gentleman (en) de Leslie Goodwins : Dog Show Director
- 1939 : Les Conquérants (Dodge City) : Bartender
- 1939 : Women in the Wind : Burbank Offical
- 1939 : Deux bons copains (Zenobia) : Bit Part
- 1939 : Sons of Liberty : Physician
- 1939 : Les Écumeurs du Far West (en) (Racketeers of the Range) de D. Ross Lederman : Steve (cattle rancher)
- 1939 : 6000 Enemies : Deputy
- 1939 : À chaque aube je meurs (Each Dawn I Die) : Bailiff
- 1939 : The Day the Bookies Wept : Bill, Man Outside Racetrack
- 1939 : The Marshal of Mesa City : Marshal Andy Thompson
- 1939 : Nick Carter, Master Detective : Police Detective Randall
- 1939 : Quatre Jeunes Femmes (Four Wives) de Michael Curtiz : Stationmaster
- 1939 : Raffles, gentleman cambrioleur (Raffles) : Bobby

#### Années 1940
- 1940 : Legion of the Lawless : East Ivestown leader
- 1940 : The Fighting 69th : Doctor checking eyes
- 1940 : Les As d'Oxford (A Chump at Oxford) : Dean Williams
- 1940 : Women Without Names : Roomer
- 1940 : La Caravane héroïque (Virginia City) : Southerner
- 1940 : Tear Gas Squad (en) : un policier
- 1940 : La Vie de Thomas Edison (Edison, the Man) : Broker
- 1940 : La Valse dans l'ombre (Waterloo Bridge) : Elderly huntsman at estate dance
- 1940 : Pony Express Days : St. Louis Mayor Jeff Thompson
- 1940 : L'Étrange Aventure (Brother Orchid) de Lloyd Bacon : Brother MacDonald
- 1940 : Women in Hiding : Policeman
- 1940 : The Man Who Talked Too Much : Chaplain #2
- 1940 : Une femme dangereuse (They Drive by Night) : Bailiff
- 1940 : Triple Justice (en) de David Howard : Constable Herb at Tule Mesa
- 1940 : Ragtime Cowboy Joe : Sam Osborne
- 1940 : Une dépêche Reuter (A Dispatch from Reuter's) : Board Member
- 1940 : La Piste de Santa Fe (Santa Fe Trail) : Weiner
- 1941 : Back Street : Congratulator at Race
- 1941 : Le Vaisseau fantôme (The Sea Wolf) : Helmsman

### comme réalisateur

#### Années 1910
- 1912 : An Outcast Among Outcasts
- 1912 : Black Sheep (it)
- 1912 : With the Enemy's Help
- 1912 : A Sailor's Heart
- 1913 : Pirate Gold
- 1913 : Gold Is Not All
- 1913 : At Midnight
- 1913 : Below Stairs
- 1913 : Bred in the Bone
- 1913 : The Smuggler's Daughter
- 1913 : The Honor of the Regiment
- 1913 : Cohen's Outing
- 1913 : Baby Day
- 1913 : Billy Dodges Bills
- 1913 : The Janitor
- 1913 : Fatty's Day Off
- 1913 : Un mariage bien tranquille (en)
- 1913 : Mabel aux courses (The Speed Kings)
- 1914 : A Misplaced Foot (en)
- 1914 : A Glimpse of Los Angeles
- 1914 : The Desert's Sting
- 1914 : A Quiet Day at Murphy's
- 1914 : The Severed Hand
- 1914 : The Love Victorious
- 1914 : The Trey o' Hearts
- 1915 : The Human Menace
- 1915 : The Spanish Jade
- 1916 : The Mother Instinct
- 1917 : Jim Bludso
- 1917 : A Love Sublime
- 1917 : Hands Up!
- 1918 : Morgan's Raiders
- 1918 : Le Retour du cœur (The Red, Red Heart)
- 1918 : The Return of Mary (en)
- 1918 : Le Roman de Tarzan (The Romance of Tarzan)
- 1918 : The Testing of Mildred Vane
- 1919 : Girl from Nowhere

#### Années 1920
- 1920 : The Man from Kangaroo
- 1920 : The Jackeroo of Coolabong
- 1921 : The Shadow of Lightning Rydge
- 1921 : The Fighting Breed
- 1921 : The Shadow of Lightning Ridge
- 1921 : The Man from Kangaroo (en)
- 1924 : Le Boute-en-train (Girls Men Forget)
- 1924 : The Fatal Mistake
- 1926 : Her Sacrifice

#### Années 1930
- 1932 : The Unwritten Law
- 1933 :  The Sphinx

### comme scénariste

#### Années 1910
- 1910 : Sunshine Sue
- 1911 : The Ruling Passion
- 1912 : The Transformation of Mike (en)
- 1912 : When Kings Were the Law (pt)
- 1912 : The Chief's Blanket (en)
- 1916 : The Rummy
- 1917 : A Love Sublime
- 1917 : Hands Up!
- 1918 : Morgan's Raiders

#### Années 1920
- 1921 : The Fighting Breed
- 1924 : 'Racing for Life (en) de Henry MacRae